# Duncan Township (Illinois)
Duncan Township est un township du comté de  Mercer dans l'Illinois, aux États-Unis,.

## Source de la traduction
- (en) Cet article est partiellement ou en totalité issu de l’article de Wikipédia en anglais intitulé « Duncan Township, Mercer County, Illinois » (voir la liste des auteurs).